# 마이클 차투런타붓
마이클 차투런타붓(Michael Chaturantabut, 1975년 4월 30일 ~ )은 태국계 미국인 배우 및 무술인이다. 파워레인저 라이트스피드 레스큐에서 블루 레인저 역할을 맡았다. 테일러 로트너의 무술 스승으로 잘 알려져 있다.

## 익스트림 마셜 아츠
익스트림 마셜 아츠(eXtreme Martial Arts) 또는 XMA는 차투런타붓 소유의 브랜드이다. XMA는 무예, 곡예, 체조가 결합된 형태로, 쇼맨십을 중점으로 둔다. 현재 미국, 오스트레일리아, 캐나다, 뉴질랜드, 영국 등지에 XMA 스타일의 학교가 존재하고 있으며, 노스할리우드에 본사를 두고 있다.